# Cordovado
Cordovado là một đô thị ở tỉnh Pordenone trong vùng Friuli-Venezia Giulia, có cự ly khoảng 80 km về phía tây bắc của Trieste và khoảng 20 km về phía đông nam của Pordenone. Tại thời điểm ngày 31 tháng 12 năm 2004, đô thị này có dân số 2.629 người và diện tích là 12,1 km².
Cordovado giáp các đô thị: Gruaro, Morsano al Tagliamento, Sesto al Reghena, Teglio Veneto.